# Masies Artien
Masies Artien (Baghdad, 8 augustus 1993) is een Nederlands-Armeens voetballer geboren in Irak die bij voorkeur als verdediger speelt.

## Clubcarrière
Artien speelde als eerstejaars senior in het eerste van SV Argon wat op dat moment uitkwam in de Hoofdklasse. Op de voorlaatste dag van de transferperiode ging hij naar FC Eindhoven. Hij debuteerde daarvoor in een thuiswedstrijd tegen FC Den Bosch (3-2). Artien liet in januari 2014 zijn contract in Eindhoven. 
In het seizoen 2015/2016 komt hij uit voor SC Genemuiden als centrale verdediger.